# Manzai
Manzai (漫才) (漫才?) és un estil tradicional d'espectacle còmic en directe de la cultura japonesa.

Un parell de Manzai interpretant una celebració de cap d'any; el tsukkomi a front, el boke darrere seu. Pintura japonesa del s.XIX

El terme Manzai normalment implica dos actors (manzaishi): un home seriós (tsukkomi) que manté la compostura; i un home graciós (boke) que es comporta excèntricament. Els acudits i el diàleg se succeeixen a gran velocitat. La majoria dels acudits giren al voltant de malentesos mutus, dobles sentits, paraules inventades i humorístiques, jocs amb figures retòriques i altres gags verbals.
En els darrers temps, el manzai ha estat sovint associat amb la regió d'Osaka, i els comediants manzai sovint parlen en el dialecte kansai a les seves actuacions.
Yoshimoto Kogyo, una gran empresa d'oci situada a Osaka, va introduir l'estil Ozaka del manzai al públic de Tòquio, i va adoptar el terme "漫才" (una de les diverses maneres d'escriure la paraula manzai en japonès) el 1933.
El 2015, la novel·la manzai de Matayoshi Naoki, Spark (火花), va guanyar el Premi Akutagawa. El 2016 se'n va estrenar una adaptació en forma de minisèrie a Netflix.

## Història
Originalment el Manzai se centrava al voltant d'un festival per donar la benvinguda al nou any, manzai traça els seus orígens dins del període Heian. El dos manzai intèrprets arribaven amb missatges dels déus i això va acabar com una tradició, amb un intèrpret que mostra alguna classe d'oposició a la paraula de l'altre. Aquest patró encara existeix en les funcions del boke i el tsukkomi.

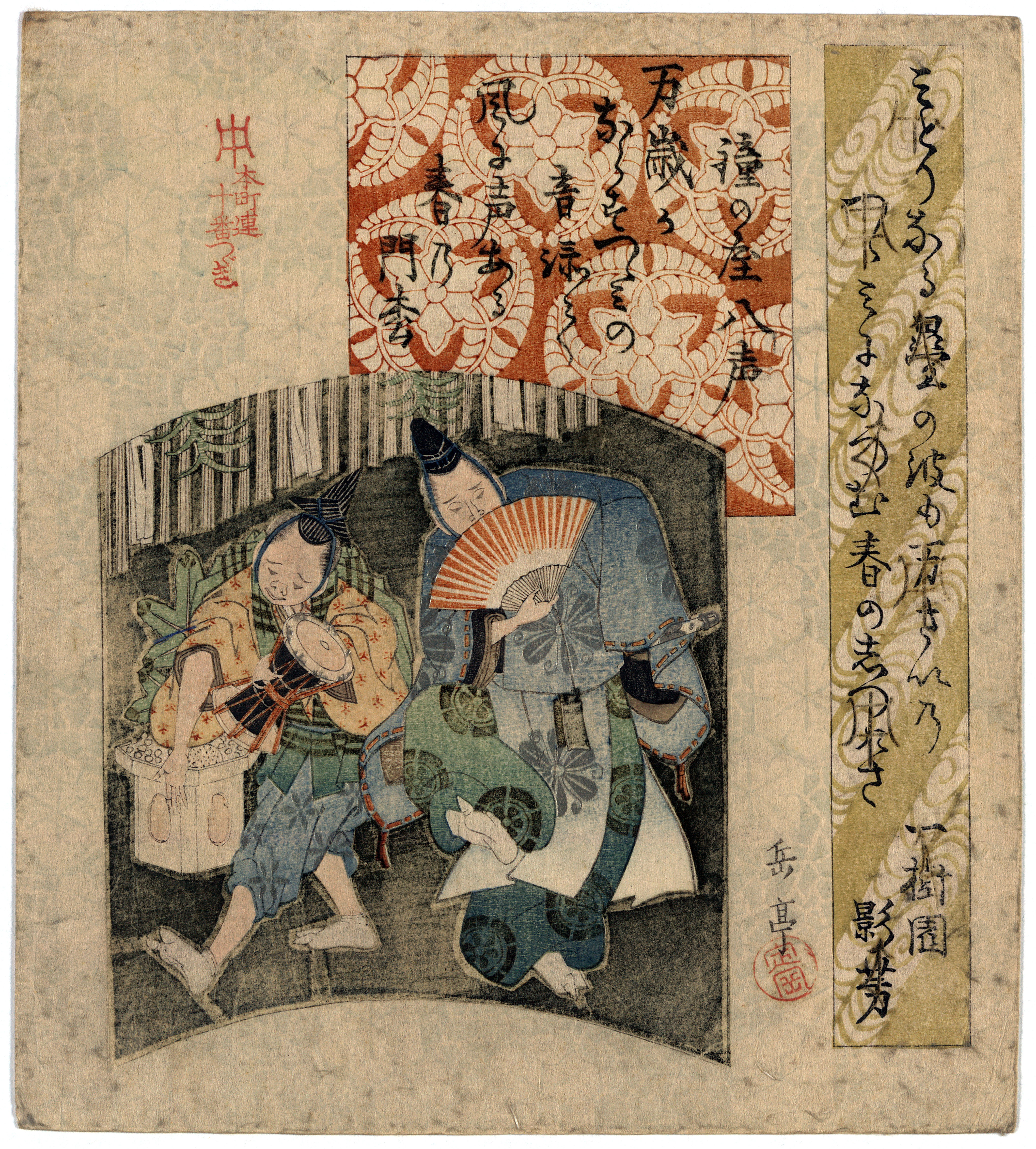
Dibuix que descriu dos actors manzai còmics, també en un decorat de cap d'any. (1825)

Continuant al període Edo, l'estil va enfocar-se cada cop més en els aspectes d'humor, i diverses regions del Japó van desenvolupar els seus estils propis de manzai, com Owari manzai (尾張万歳?), Mikawa manzai (三河万歳) (三河万歳?), i Yamato manzai (大和万歳) (大和万歳?). Amb l'arribada del Període Meiji, l'Osaka manzai (大阪万才) (大阪万才?) va introduir canvis que veurien augmentar la popularitat envers els estils del període anterior, tot i que el rakugo era encara considerat la forma més popular de diversió.
Amb el final del període Taishō, Yoshimoto Kōgyō—que ell mateix va fundar el 1912—va introduir un estil nou de manzai molt deslligat de la celebració a la que havia estat acompanyada anteriorment. Aquest estil nou va ser un èxit i es va estendre per tot el Japó, incloent Tòquio. A finals del segle xx aprofitant les noves eines de comunicació, el manzai es va estendre molt de pressa a través dels mitjans com escenes, ràdio, televisió i videojocs.

## Etimologia
El kanji per manzai ha estat escrit en diverses maneres per totes les èpoques. Originalment va ser escrit com a (萬歳?, literalment Deu mil anys o banzai, que vol dir com "llarga vida"), utilitzant la forma arcaica del caràcter 万 (el qual va ser canviat aviat).(萬歳, lit. ten thousand years or banzai, meaning something like "long life") L'arribada de l'Osaka manzai va portar un altre canvi de caràcter, aquest cop canviant el darrer caràcter a un més senzill 才, el qual porta el significat bàsic de "talent".

## Manzais notables
- Downtown (owari)
- Takeshi Kitano: Cineasta japonés, presentador de televisió, i anteriorment actor manzai al grup "Two Beats". El Manzai és esmentat i referenciat en nombrosos treballs seus.